# Dole plc
Dole plc er en amerikansk multinational frugt- grøntsagsproducent. De har 38.500 ansatte som leverer 300 produkter til 75 lande. Dole's årsomsætning er på ca. 7 mia. $.
De har på verdensplan 250 fabrikker og distributionscentre og 44.000 hektar jordbrug og ejendomme. De producerer især bananer, ananas og grøntsager, men også grape, bær, citrusfrugter og salat.
Castle & Cooke blev etableret som en sukkerlogistikvirksomhed i Hawaii i 1851 af Amos Starr Cooke og Samuel Northrup Castle.